# Atimiosa comorensis
Atimiosa comorensis là một loài nhện trong họ Tetragnathidae.
Loài này thuộc chi Atimiosa. Atimiosa comorensis được miêu tả năm 1993 bởi Schmidt & Krause.